# Вольфарт-Боттерман, Йонас
Йонас Вольфарт-Боттерман (нем. Jonas Wohlfarth-Bottermann; 20 февраля 1990, Бонн, Германия) — немецкий профессиональный баскетболист. Выступает за баскетбольный клуб «Гамбург Тауэрс».

## Карьера
В июне 2013 подписал 3-летний контракт с грандом немецкого баскетбола «Альба».
28 июля 2019 года подписал двухлетний контракт с баскетбольным клубом «Ризен Людвигсбург».
10 июня 2022 года подписал контракт с баскетбольным клубом «Гамбург Тауэрс».

## Достижения

### Клубные
- Обладатель Кубка Германии: 2013/2014
- Обладатель Кубка Германии: 2015/2016

### Сборная Германии
- Бронзовый призёр чемпионата Европы: 2022